# Alujamyia farri
Alujamyia farri är en tvåvingeart som beskrevs av Allen L.Norrbom 2006. Alujamyia farri ingår i släktet Alujamyia och familjen borrflugor.
Artens utbredningsområde är Jamaica. Inga underarter finns listade i Catalogue of Life.